# Quimera dirigida a la proteolisis

Mecanismo de acción. E1, E2, E3: enzimas involucradas en la ubiquitinación; Ub = ubiquitina; diana = proteína a degradar

Una quimera dirigida a la proteolisis (PROTAC, iniciales de su nombre en inglés proteolysis targeting chimera) es un compuesto químico no proteico y heterobifuncional, compuesto de dos dominios activos y un puente o "linker" capaz de inducir la proteólisis de una determinada proteína diana. En vez de actuar como un inhibidor enzimático clásico, el mecanismo de acción de una PROTAC consiste en la inducción selectiva de su degradación intracelular. Una PROTAC está formada por dos moléculas de unión a proteínas unidas por un puente, siendo una de ellas es capaz de interaccionar con una ubiquitina ligasa E3 y la a la proteína diana que se pretende degradar. El reclutamiento de la ubiquitina ligasa E3 provoca la ubiquitinación de la proteína diana y su posterior degradación por el proteasoma.
Una PROTAC sólo necesita unirse a la proteína diana con alta afinidad, en vez de requerir la inhibición de su mecanismo de acción como en los inhibidores clásicos. Por tanto, se está estudiando el uso de moléculas inhibidoras, previamente descritas y con baja afinidad, para reutilizarlas como fármacos de nueva generación de tipo PROTAC.
Las PROTAC fueron descritas por primera vez por Kathleen Sakamoto, Craig Crews y Ray Deshaies en 2001. Desde entonces, laboratorios dedicados al desarrollo de fármacos han usado diferentes ligasas E3, entre ellas pVHL, Mdm2, beta-TrCP1, cereblon y c-IAP1, con diferentes afinidades al grupo de unión a la ligasa E3 del PROTAC. Esta tecnología fue licenciada por la Universidad Yale a la empresa Arvinas en 2013-14

## Mecanismo de acción
Las PROTAC inducen la degradación de las proteínas diana mediante el "secuestro" del sistema proteasoma-ubiquitina (UPS). El UPS consta de una enzima activadora, E1, que se une a una enzima de transferencia E2, transfiriéndole un grupo ubiquitina. E2 se une a la ligasa E3 formando un complejo que reconoce la proteína diana, interacción mediada por la PROTAC y transfiriéndole el grupo ubiquitina, marcándola como candidata a degradación y siendo posteriormente degradada por el proteasoma 26S.